# 雲芝
雲芝(Trametes versicolor，前稱或)，又稱彩雲革蓋菌或瓦菌，是多孔菌科植物雲芝的子實體或菌絲體。雲芝源自中國的原始森林，於全國東南西北都有分佈，寄生於海拔三千公尺以上的闊葉樹和朽木上。 
其种加词“versicolor”意为“变色的”、“颜色多样的”。
雲芝是一種大型珍貴藥用真菌，常用於抗癌治療。

## 形狀
雲芝體積較小，無柄，呈覆瓦狀或蓮座狀。其菌蓋較薄，約1-8cm寬，0.1-0.3cm厚，呈半圓形至貝殼狀。革質表面有細長的絨毛，與多種顏色組成狹窄的同心環形，邊沿較薄，呈波浪狀。雲芝菌肉為白色的。雲芝外貌與雲耳相近，但質地卻很堅硬。

## 生長環境
雲芝一般生長在昏暗且濕度較高的地方，相對濕度約85 – 90%之間。由於菌絲適應力較強，可生長於3 - 31℃，而25 - 28℃為最佳；子實體則最適合生長於25 - 30℃。於溫差較大的環境，可加快子實體的增長。另外，在通風良好的地方，菌絲能迅速生長，子實體能更健全地成長。雲芝喜歡生長在較酸性的環境，約pH 4 – 5.6。

## 成份
含有豐富的蛋白質、脂肪、多醣、多醣肽及所有葡聚醣、三萜類、木質素、多種氨基酸及微量元素。多醣肽中還另有五類單糖，包括鼠李糖、半乳糖、阿拉伯糖、甘露糖及木糖。

## 主治
雲芝味甘平淡，性微寒，歸肝、脾、肺經。傳統用法為健脾利濕、止咳平喘及刺激免疫。現時，除了用作增強免疫功能，含有的雲芝多醣更可用於抗腫瘤，抑壓不良細胞的繁殖。雲芝能輔助頑疾的治療，減少化療、電療所引起的脫髮、嘔吐、食慾不振、口腔潰爛等副作用，紓緩療程時所帶來的不適，增加病患者的存活率。而且，用於護肝、治療肝臟問題的功效顯著，更可改善呼吸系統。

## 參看
- 牛樟芝